# Mitteleuropäische Mathematik-Olympiade
Die Mitteleuropäische Mathematik-Olympiade oder kurz MEMO gilt als der Nachfolger des Österreichisch-Polnischen Mathematikwettbewerbs (ÖPMW) und ist ein staatenübergreifender Mathematikwettbewerb.
An der ersten MEMO 2007 in Eisenstadt (Österreich) nahmen die mitteleuropäischen Länder Kroatien, Österreich, Polen, die Schweiz, die Slowakei, Slowenien und Tschechien teil. Deutschland und Ungarn schickten, obwohl startberechtigt, zunächst lediglich einen Beobachter.
Seither findet die MEMO jährlich statt: 2008 nahmen Deutschland und Ungarn teil und seit der erstmaligen Teilnahme Litauens an der MEMO 2014 besteht der Einzugskreis des Wettbewerbs aus nunmehr zehn Ländern. An der MEMO 2017 nahm erstmals auch Weißrussland als Gast teil.

## Struktur des Wettbewerbs
Jedes teilnehmende Land darf bis zu sechs Schüler zur MEMO entsenden. Dabei gelten zwei Einschränkungen. Erstens darf keiner der Schüler im selben Jahr an der IMO teilgenommen haben. Zweitens muss er im Folgejahr noch die prinzipielle Möglichkeit zur Teilnahme an der IMO haben.
Es gibt sowohl einen Einzel- als auch einen Mannschaftswettbewerb. Jeder Schüler schreibt am ersten Wettkampftag eine 5-stündige Individualklausur. Am Folgetag steht die ebenfalls 5-stündige Teamklausur auf dem Programm.

## Auswahlverfahren
In Deutschland bilden die sechs besten Teilnehmer der Stufe 10 am Förderprogramm Jugend trainiert Mathematik (JuMa), sofern sie nicht im selben Jahr an der Internationalen Mathematik-Olympiade teilnehmen, die Mannschaft für die Mitteleuropäische Mathematik-Olympiade. Das österreichische Team bilden die sechs besten Teilnehmer der ÖMO, die sich weder für die IMO qualifiziert haben, noch bereits die achte Klasse besuchen.

## Geschichte
Bei den bisherigen 17 Austragungen gab es im Teamwettbewerb folgende Ergebnisse:
| Jahr | Ort                     | 1. Platz            | 2. Platz            | 3. Platz            |
| ---- | ----------------------- | ------------------- | ------------------- | ------------------- |
| 2007 | Eisenstadt, Österreich  | Polen               | Kroatien            | Tschechien          |
| 2008 | Olomouc, Tschechien     | Polen               | Ungarn              | Deutschland         |
| 2009 | Poznań, Polen           | Polen               | Ungarn              | Deutschland         |
| 2010 | Strečno, Slowakei       | Ungarn              | Polen               | Deutschland         |
| 2011 | Varaždin, Kroatien      | Polen               | Ungarn              | Deutschland         |
| 2012 | Solothurn, Schweiz      | Polen               | Ungarn              | Kroatien            |
| 2013 | Veszprém, Ungarn        | Polen               | Ungarn              | Deutschland         |
| 2014 | Dresden, Deutschland    | Polen               | Ungarn              | Kroatien            |
| 2015 | Koper, Slowenien        | Kroatien            | Polen               | Ungarn              |
| 2016 | Vöcklabruck, Österreich | Kroatien            | Polen               | Tschechien          |
| 2017 | Vilnius, Litauen        | Polen               | Slowenien           | Ungarn              |
| 2018 | Bielsko-Biała, Polen    | Ukraine             | Kroatien            | Ungarn              |
| 2019 | Pardubice, Tschechien   | Polen               | Ungarn              | Deutschland         |
| 2020 | online                  | (nur Einzelwertung) | (nur Einzelwertung) | (nur Einzelwertung) |
| 2021 | Zagreb, Kroatien        | Polen               | Ungarn              | Kroatien            |
| 2022 | Bern, Schweiz           | Polen               | Kroatien            | Ungarn              |
| 2023 | Strečno, Slowakei       | Polen               | Ungarn              | Tschechien          |

Dabei kam es 2008 zu der Besonderheit, dass drei Teams im Mannschaftswettbewerb die volle Punktzahl erreichten.